# وانغ شي يو
وانغ شي يو هي لاعبة كرة مضرب صينية ولدت في 28 مارس 2001.أفضل تصنيف لها هو ال103 في مايو 2022.

## روابط خارجية
- وانغ شي يو على موقع رابطة محترفات التنس (الإنجليزية)
- وانغ شي يو على موقع الاتحاد الدولي لكرة المضرب (الإنجليزية)
- وانغ شي يو على موقع كأس بيلي جين كينغ (الإنجليزية)
- وانغ شي يو على موقع بطولة ويمبلدون (الإنجليزية)
- وانغ شي يو على موقع خلاصة التنس.كوم (الإنجليزية)
- وانغ شي يو على موقع أوليمبيديا (الإنجليزية)